# Банксия тропическая
Ба́нксия тропи́ческая (лат. Bánksia dentata) — вид деревьев семейства Протейные.

## Ареал
Банксия тропическая в диком виде произрастает в северной Австралии, а также на Новой Гвинее и островах Ару. Единственный вид рода, не являющийся эндемиком Австралии.

## Описание
Банксия тропическая — это небольшое дерево до 5 метров высотой с большими зелёными зубчатыми листьями и жёлтыми цветами.

## Таксономия
Существуют различные мнения о близости вида к другим. Цветение схоже с цветением Banksia integrifolia, в то время, как листья напоминают Banksia robur. В любом случае Банксия тропическая относится к ряду Salicinae.

## Культивирование
Растение относится к редко выращиваемым.